# Suimanga del Kilimanjaro
El suimanga del Kilimanjaro (Cinnyris mediocris) és un ocell de la família dels nectarínids (Nectariniidae).

## Hàbitat i distribució
Habita els boscos de les muntanyes de l'oest i centre de Kenya i nord de Tanzània.

## Taxonomia
Fins fa poc, el suimanga dels Usambara (Cinnyris usambaricus) i el suimanga de Fülleborn (Cinnyris fuelleborni)
, eren considerats una subespècies d'aquest, però ara són considerades espècies diferents.